# Antsahé
Antsahé ist ein Ort auf der Insel Anjouan im Inselstaat Komoren im Indischen Ozean. 2009 schätzte man die Bevölkerung auf 1200 Einwohner.

## Geographie
Antsahé liegt zusammen mit Mramani, Bandamaji und Salapouani auf der Südspitze der Insel. Der Ort wird bestimmt durch den Hügel Gouhantsahé, der den Ort von der Küste trennt. Im Süden verläuft der Fluss T’Santsa, so dass bei Mouana Mtanga (⊙) auch Bewässerungsfeldbau möglich ist.